# Albany-Saratoga 250
Albany-Saratoga 250 var ett Stockcarlopp som kördes 1970 och 1971 på den 0,362 mile (582,582 km) långa ovalbanan Albany-Saratoga Speedway i Malta i New York. Segrare bägge gångerna var Richard Petty som tog karriärsseger 108 och 130. År 1970 ingick tävlingen i Grand National Series och 1971 i Winston Cup (Bägge nuvarande Nascar Cup Series). Loppet kördes endast två år och inga andra Cup-race har körts på banan. Ett lopp kördes dock 1972 i den kortlivade regionala serien Grand National East Series med samma namn.

## Vinnare genom tiderna
| Säsong | Datum        | Nr | Förare        | Team              | Konstruktör | Distans | Distans          | Tid     | Snitthastighet (mph) | Rapport | Ref   |
| Säsong | Datum        | Nr | Förare        | Team              | Konstruktör | Varv    | Miles (km)       | Tid     | Snitthastighet (mph) | Rapport | Ref   |
| ------ | ------------ | -- | ------------- | ----------------- | ----------- | ------- | ---------------- | ------- | -------------------- | ------- | ----- |
| 1970   | 7 juli 1970  | 43 | Richard Petty | Petty Enterprises | Plymouth    | 250     | 90,500 (145,646) | 1:19.10 | 68,589               | Rapport | [ 3 ] |
| 1971   | 14 juli 1971 | 43 | Richard Petty | Petty Enterprises | Plymouth    | 250     | 90,500 (145,646) | 1:21.21 | 66,748               | Rapport | [ 4 ] |